# Hong Bao

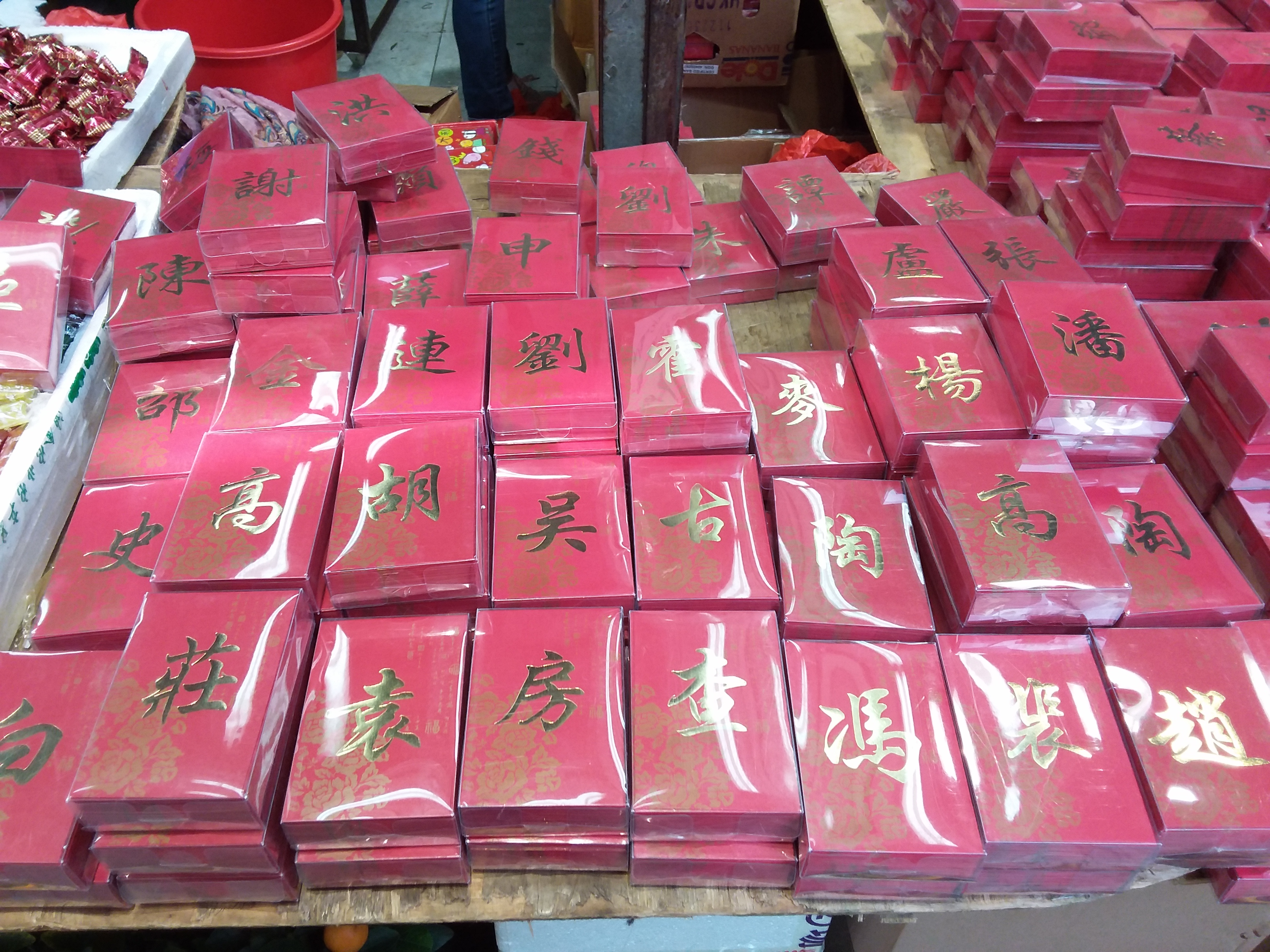
Rote Geldumschläge,
Hongbao mit verschiedenen Familiennamen (Hongkong)

Hong Bao, besser Hongbao oder Ang Pao, (chinesisch 紅包 / 红包, Pinyin hóngbāo, Jyutping hung4baau1, Pe̍h-ōe-jī âng-pau – „roter Umschlag“) sind rote Briefumschläge, in denen Geldgeschenke zu chinesischen Festen wie beispielsweise dem chinesischen Neujahrsfest oder der chinesischen Hochzeitsfeier überreicht werden.
Der Brauch entstand in China und verbreitete sich anschließend in Teilen Südostasiens und anderen Ländern mit einem großen ethnischen Anteil chinesischer Bevölkerung.
Rot ist in der chinesischen Kultur die Farbe des Glücks. Kunstvolle Verzierungen dabei sind häufig in Gelb oder Gold. Der Betrag des überreichten Geldes wird häufig nach der chinesischen Numerologie ausgewählt, um glückbringende Zahlen zu erreichen (siehe Chinesische Zahlen).
Ursprünglich wurden diese per Hand gefertigt, die käuflich zu erwerbenden Umschläge werden inzwischen jedoch überwiegend maschinell produziert.

## Regionale Bezeichnung

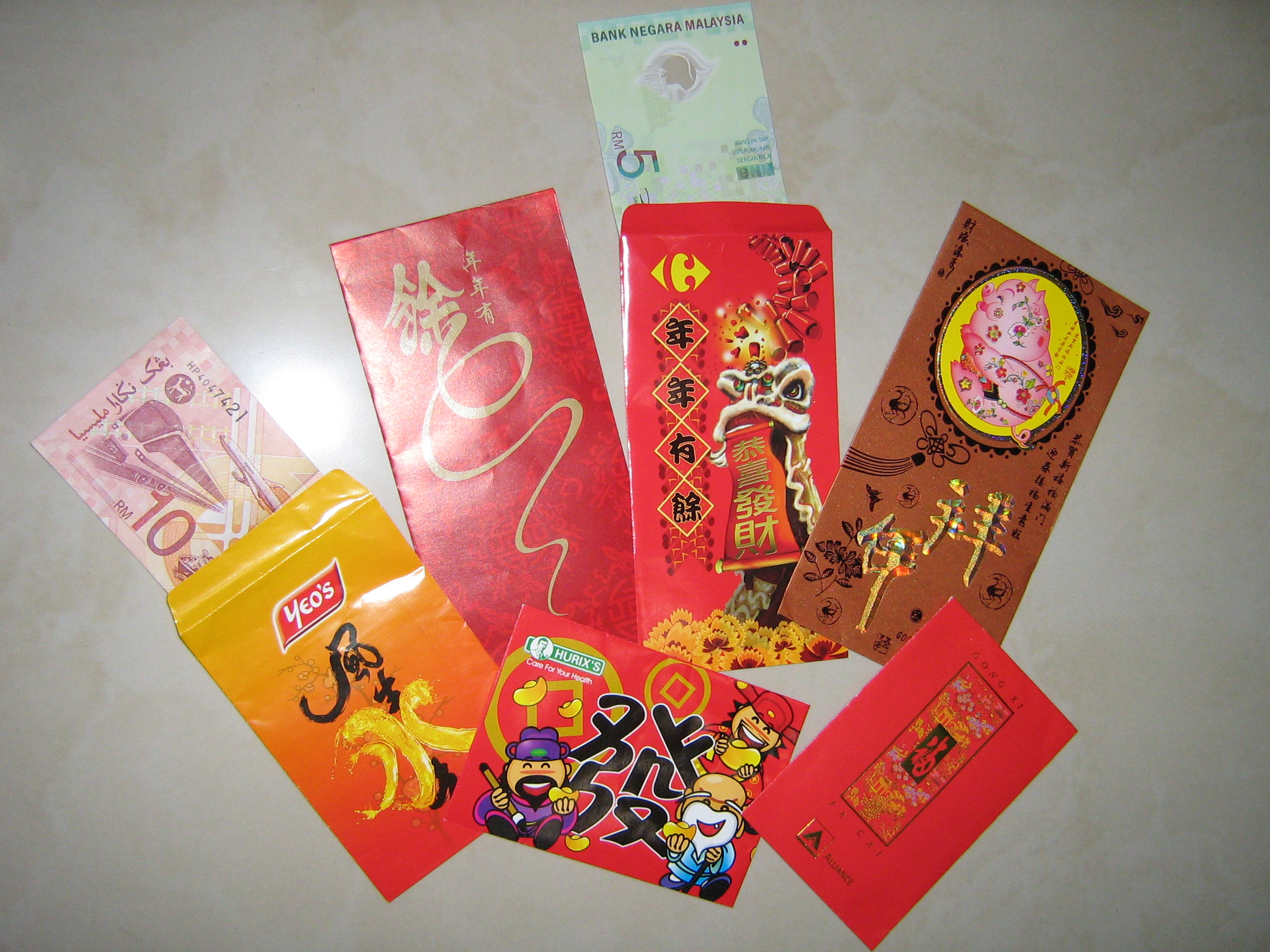
„Angpow“ Hokkien bzw. „Leisi“ kant. – Geldgeschenke in Umschlägen (Malaysia)

Im Sprachraum von Hokkien wird zwar die gleiche Bezeichnung – in Schrift – für Hong Bao genutzt, jedoch wird es als angpow ausgesprochen. Im kantonesischen Sprachenraum hingegen gibt es für Hong Bao die regionale Bezeichnung leisi (kant. 利是, graf. Variante 利事、利市,  lìshì, Jyutping lei6si6, regional 勵事 / 励事,  lìshì, Jyutping lai6si6). In Japan werden diese Umschläge für Geldgeschenke zum Neujahrsfest als pochibukuro (jap. ポチ袋 pochi bukuro) bezeichnet. Beim vietnamesischen Tết-Fest (Neujahrsfest) kennt man sie als lìxì.

## Neujahrsfest
Zum chinesischen Neujahrsfest (Frühlingsfest) werden diese Umschläge vor allem für die Geldgeschenke an Kinder („Nicht-Erwachsene“) verwendet, genannt yāsuì qián (壓歲錢 / 压岁钱). In der chinesischen Kultur gelten erst verheiratete Personen als erwachsen, so dass solche Geschenke zum Neujahrsfest generell auch an unverheiratete Personen – also Alleinstehende, die noch nie verheiratet waren – vergeben werden.
Beim sogenannten Löwentanz wird der Löwe symbolisch durch Geldgeschenke, im Hong Bao überreicht, besänftigt.

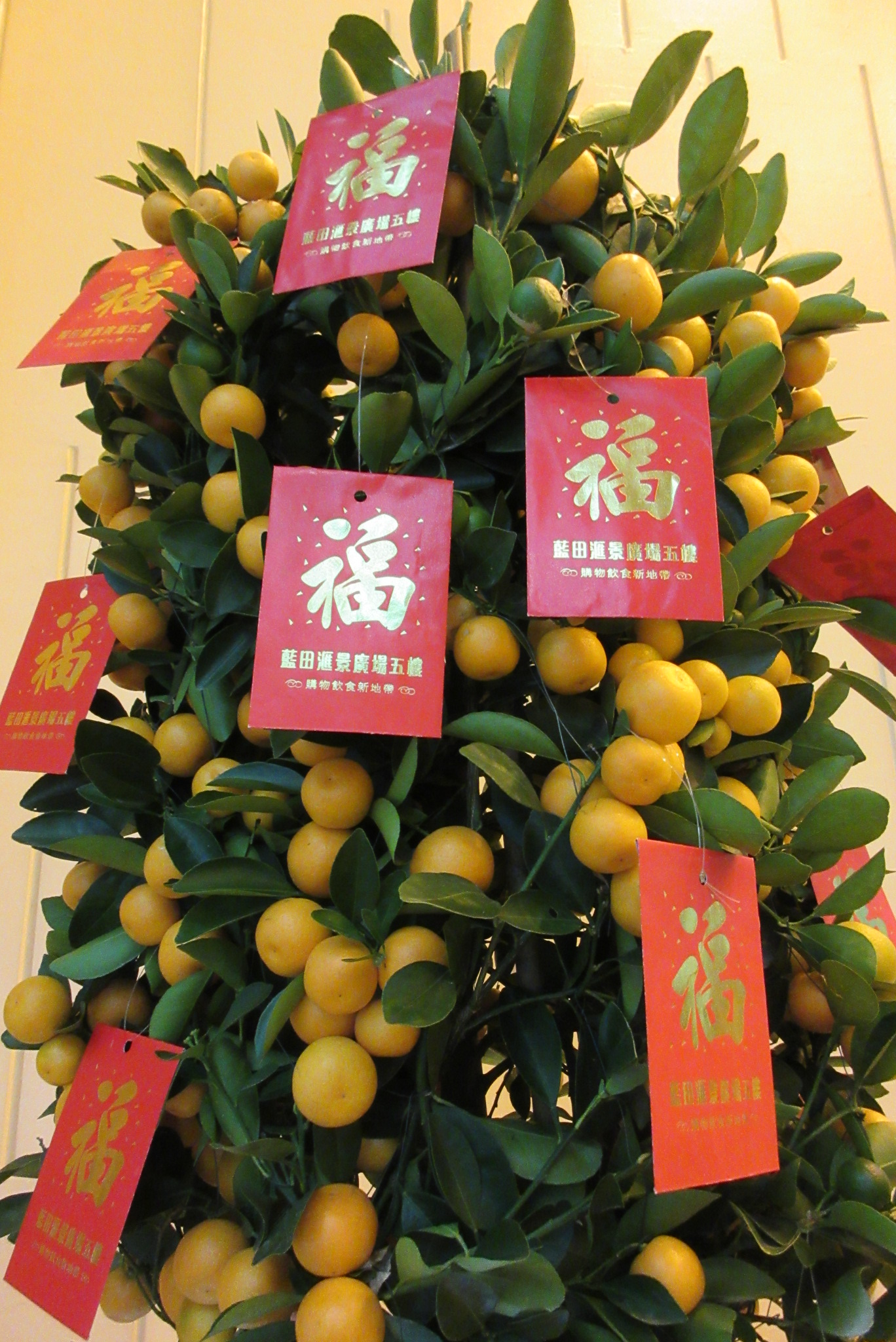
Als Baumschmuck zum Neujahr – Hongbao
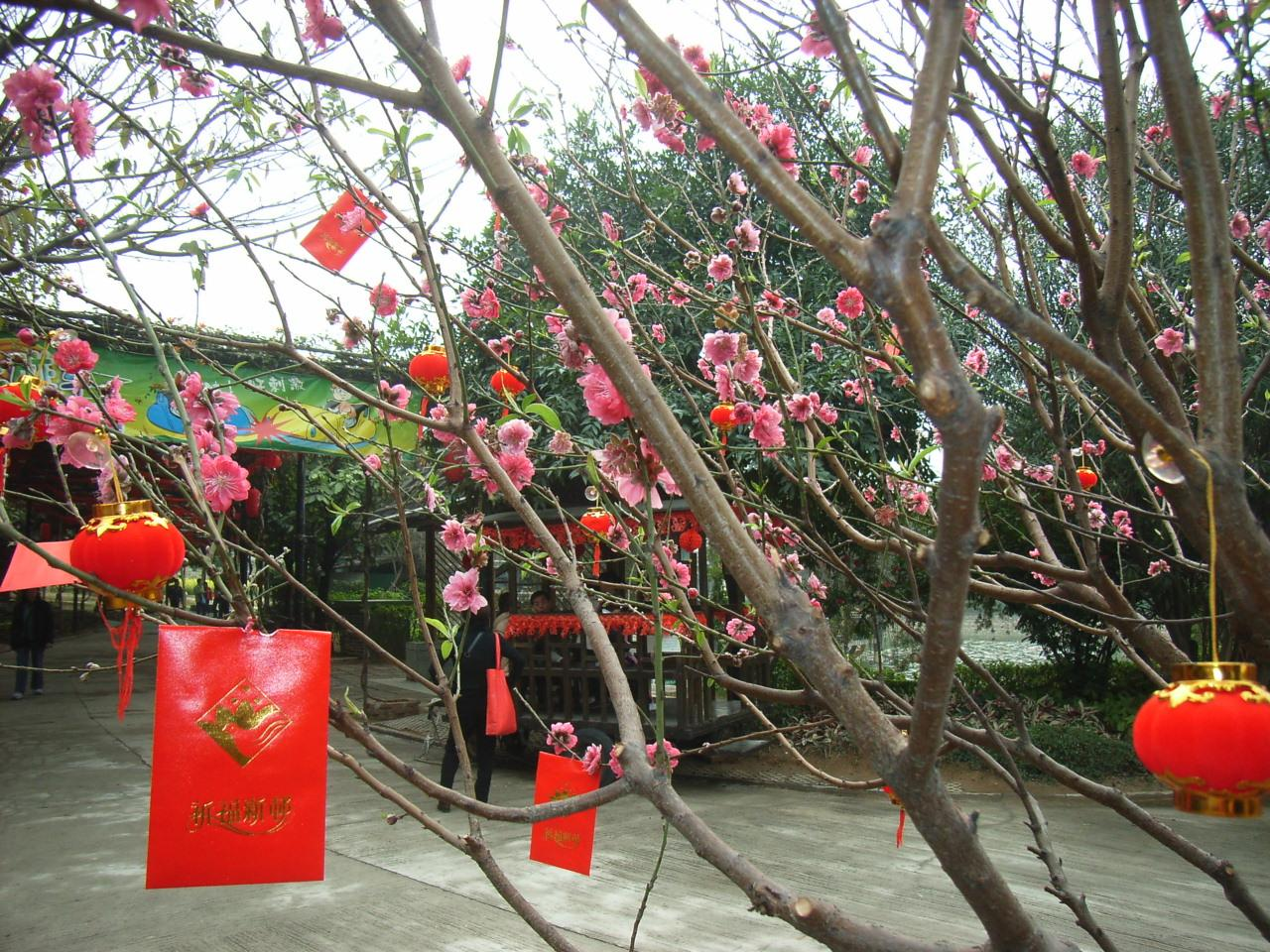
Als Baumschmuck zum Neujahr – Hongbao
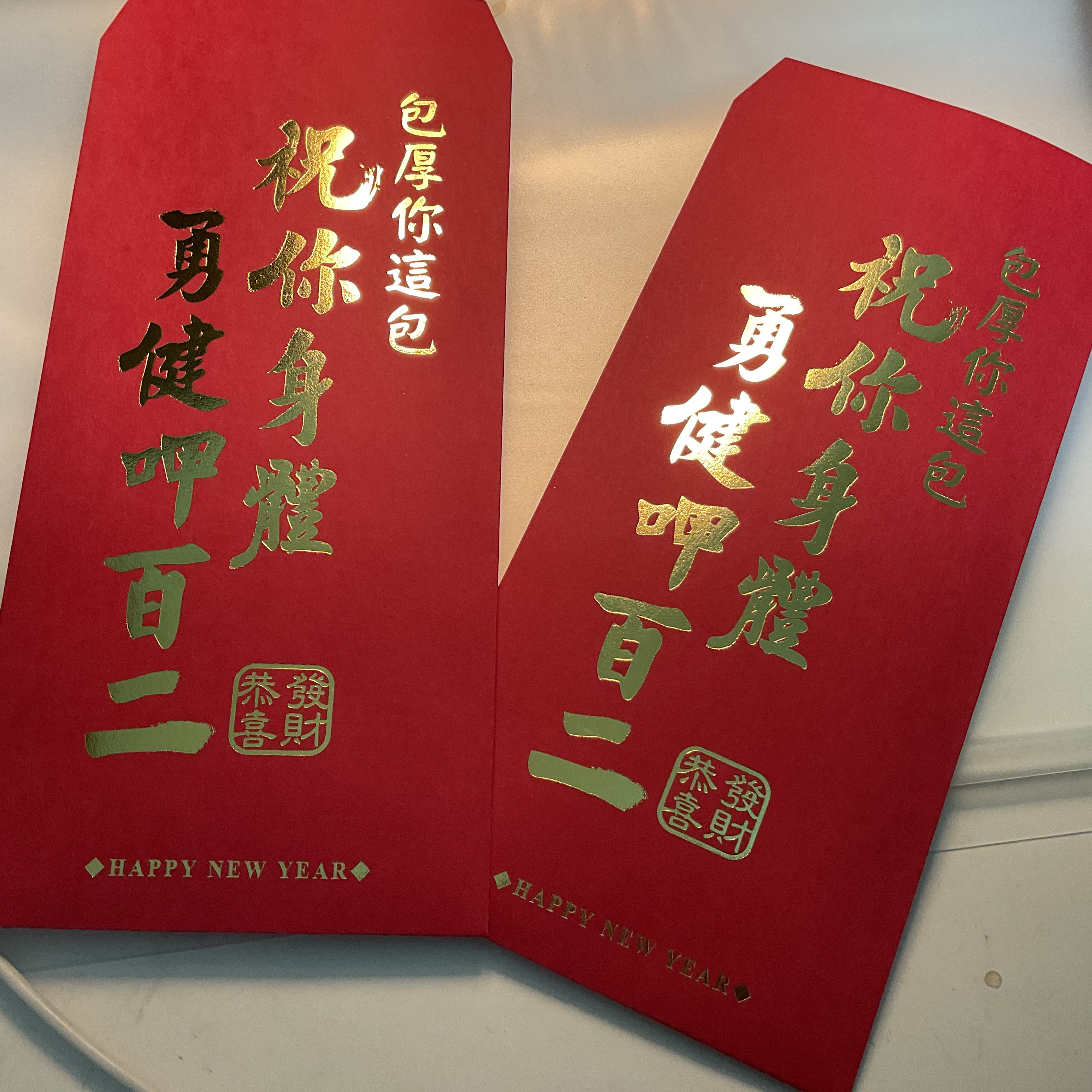
Vorderseite mit Glückwünsche – Hongbao
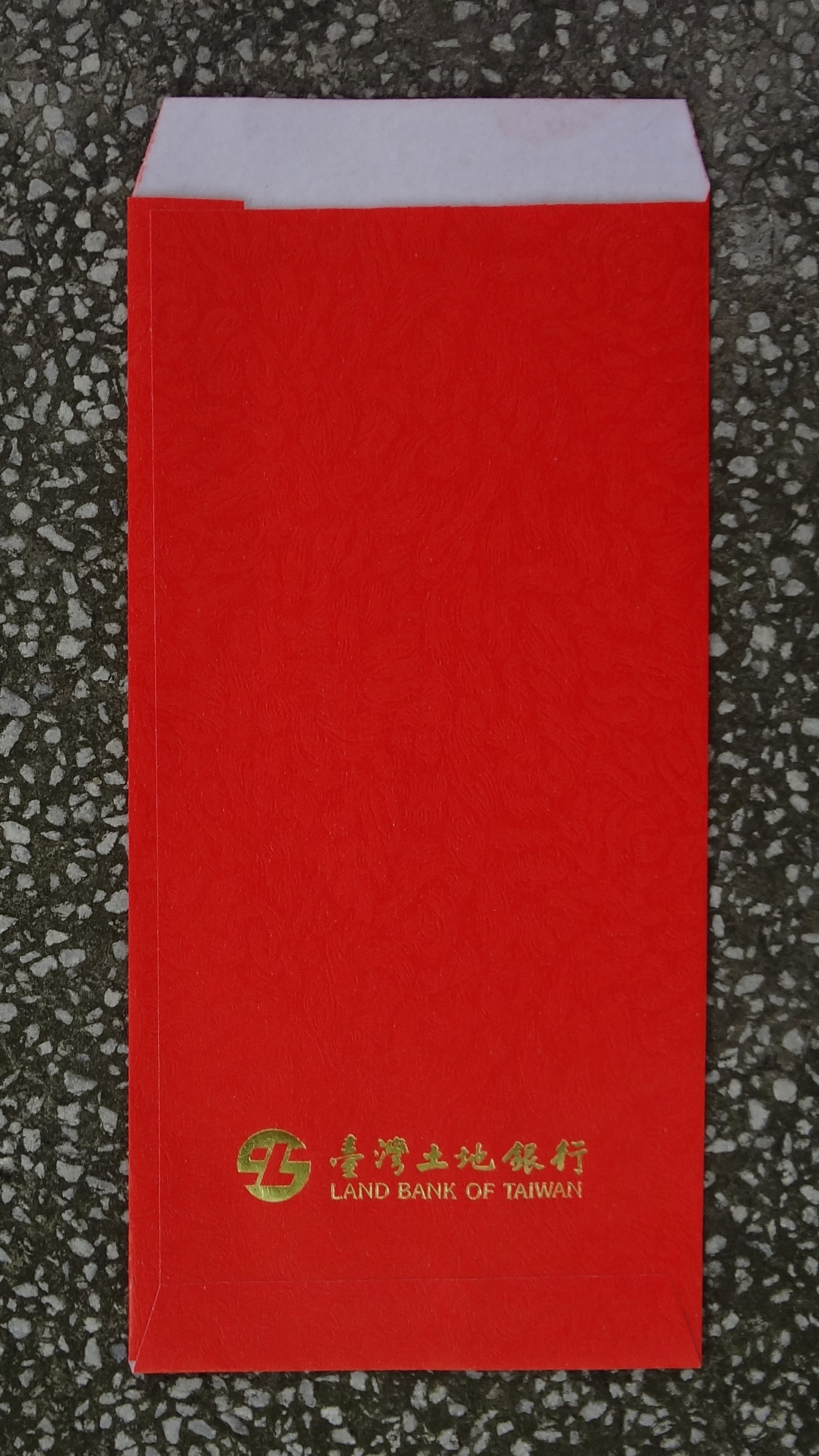
Rückseite mit selbstklebender Verschluss – Hongbao

## Hochzeit
Bei chinesischen Hochzeiten gehört der rote Umschlag fest zum traditionellen Brauchtum dazu. Der Bräutigam muss an der Tür zu seiner zukünftigen Frau den Weg zu ihr erkämpfen bzw. den Zugang „freikaufen“. Unter anderem erfolgt dies durch Präsente (開門禮 / 开门礼,  kāiménlǐ) bzw. als Geldgeschenk in einem roten Umschlag (開門紅包 / 开门红包,  kāimén hóngbāo) verpackt, welche die versammelte Familie und Brautjungfer gnädig stimmen sollen.